# أوقروت
أوقروت (به عربی: أوقروت) یک شهرداری‌های الجزایر در الجزایر است که در ناحیه أوقروت واقع شده‌است.

## خصوصیات
أوقروت ۱۱٬۷۸۴ نفر جمعیت دارد و ۲۸۲ متر بالاتر از سطح دریا واقع شده‌است.